# زوتسارا راندریامبولونا
زوتسارا راندریامبولونا (انگلیسی: Zotsara Randriambololona؛ زادهٔ ۲۲ آوریل ۱۹۹۴) بازیکن فوتبال اهل ماداگاسکار است.
وی همچنین در تیم ملی فوتبال ماداگاسکار بازی کرده‌است.